# Landau-Ramanujan-Konstante
Die Landau-Ramanujan-Konstante ist eine der mathematischen Konstanten und gehört als solche in die Zahlentheorie. Ihr Name verweist auf die beiden bedeutenden Mathematiker Edmund Landau und Srinivasa Ramanujan, welche unabhängig voneinander ihre Existenz nachwiesen. Die Landau-Ramanujan-Konstante wird mit {\displaystyle K} bezeichnet und hat angenähert die Dezimalzahldarstellung {\displaystyle K=0{,}7642236535892206\ldots }
Die Untersuchung der Landau-Ramanujan-Konstanten hängt zusammen mit der Frage, welche natürlichen Zahlen sich als Summe zweier Quadratzahlen darstellen lassen, und dem daraus resultierenden Problem, den Anteil dieser Zahlen an den natürlichen Zahlen asymptotisch zu bestimmen.

## Formeln
Sei {\displaystyle B(x)} für eine positive reelle Zahl {\displaystyle x} die Anzahl der natürlichen Zahlen {\displaystyle n\leq x}, welche sich als Summe zweier Quadratzahlen darstellen lassen. Landau und Ramanujan bewiesen unabhängig voneinander, dass {\displaystyle B(x)} asymptotisch proportional zu {\displaystyle {\frac {x}{\sqrt {\ln(x)}}}} ist, d. h., es existiert der Grenzwert
(I) {\displaystyle K=\lim _{x\rightarrow \infty }{\frac {B(x)}{x}}{\sqrt {\ln(x)}}},
wobei {\displaystyle \ln(x)} für den natürlichen Logarithmus von {\displaystyle x} steht. Der Grenzwert {\displaystyle K} wird als Landau-Ramanujan-Konstante bezeichnet.
Es gilt weiter:
(II) {\displaystyle {\begin{aligned}K&={\frac {1}{\sqrt {2}}}\cdot \prod \limits _{p\;{\text{Primzahl mit}} \atop \;\ p\equiv 3\;({\text{mod}}\;4)}{\bigl (}1-{\frac {1}{p^{2}}}{\bigr )}^{-{\frac {1}{2}}}\\&={\frac {\pi }{4}}\cdot \prod \limits _{p\;{\text{Primzahl mit}} \atop \;\ p\equiv 1\;({\text{mod}}\;4)}{\bigl (}1-{\frac {1}{p^{2}}}{\bigr )}^{\frac {1}{2}}\\\end{aligned}}}
Darüber hinaus gibt es weitere Formeln, welche die Landau-Ramanujan-Konstante in Beziehung bringen etwa mit der riemannschen Zetafunktion, der dirichletschen Betafunktion, der Euler-Mascheroni-Konstanten sowie der lemniskatischen Konstanten.

### Herleitung der zweiten Gleichung bei II
Die zweite Gleichung bei II ergibt sich aus der Euler-Produktdarstellung der riemannschen Zetafunktion {\displaystyle \zeta (z)} auf der Halbebene {\displaystyle \operatorname {Re} (z)>1}. Denn aus ihr folgt für   {\displaystyle z=2}   mithilfe einer bekannten Kreiszahlformel der Analysis:
{\displaystyle {\begin{aligned}{\frac {{\pi }^{2}}{6}}&={\sum _{n=1}^{\infty }{\frac {1}{n^{2}}}}\\&=\zeta (2)\\&={\prod \limits _{p\;{\text{Primzahl}}}{\bigl (}1-{\frac {1}{p^{2}}}{\bigr )}^{-1}}\\&={\frac {4}{3}}\cdot A\cdot B\\\end{aligned}}}
mit
{\displaystyle {\begin{aligned}A&=\prod \limits _{p\;{\text{Primzahl mit}} \atop \;\ p\equiv 1\;({\text{mod}}\;4)}{\bigl (}1-{\frac {1}{p^{2}}}{\bigr )}^{-1}\\\end{aligned}}}
und
{\displaystyle {\begin{aligned}B&=\prod \limits _{p\;{\text{Primzahl mit}} \atop \;\ p\equiv 3\;({\text{mod}}\;4)}{\bigl (}1-{\frac {1}{p^{2}}}{\bigr )}^{-1}\\\end{aligned}}}
Dabei geht in die letzte Gleichung der obigen Gleichungskette ein, dass eine Primzahl entweder gleich 2 oder ungerade ist und dabei letzterenfalls modulo 4 entweder den Rest 1 oder 3 hat.
Also ergibt sich
{\displaystyle {\begin{aligned}{\frac {1}{2}}\cdot B&={\frac {{\pi }^{2}}{16\cdot A}}\\\end{aligned}}}
und damit
{\displaystyle {\begin{aligned}{\frac {1}{\sqrt {2}}}\cdot B^{\frac {1}{2}}&={{\bigl (}{\frac {1}{2}}\cdot B{\bigr )}}^{\frac {1}{2}}\\&={\frac {\pi }{4\cdot A^{\frac {1}{2}}}}={\frac {\pi }{4}}\cdot {A^{-{\frac {1}{2}}}}\\\end{aligned}}} 
und schließlich die zu zeigende Gleichung.